# 龙泉水库
龙泉水库是中国湖北省荆门境内的一座水库，位于长湖水系新埠河流域，建于1974年。水库正常库容为920万立方米，集雨面积为19平方千米，海拔为93.7米。